# AT&T Stadium
El AT&T Stadium es un recinto deportivo ubicado en Arlington, Texas, Estados Unidos. Alberga los partidos que disputan como locales los Dallas Cowboys de la National Football League (NFL) y tiene una capacidad para 80.000 espectadores.
El estadio fue usado por los Cowboys por primera vez el 21 de agosto frente a los Tennessee Titans en la segunda fecha de la pretemporada 2009 de la NFL y su primer juego oficial fue el 20 de septiembre frente a los New York Giants en la fecha dos de la temporada regular. Sus instalaciones pueden recibir 80 000 aficionados, con la posibilidad de expandirlo a 94 000 asientos. 
El AT&T Stadium fue sede el 3 de abril de 2016 de Wrestlemania 32, el mayor evento de la WWE, con una asistencia total de 101 763 personas, batiendo el récord histórico de asistencia a un evento de la WWE, con el cual también volverá a ser sede del evento principal de la WWE Wrestlemania 38 el 2 y 3 de abril del 2022.

## Historia del estadio
El AT&T Stadium fue diseñado por la firma de arquitectos HKS Inc. establecida en el área de Dallas. Además de los Cowboys, el estadio será utilizado para una gran variedad de acontecimientos que incluyen fútbol estadounidense universitario, además de conciertos y otro tipo de celebraciones no deportivas. Este estadio ha sido sede del tradicional juego universitario del Cotton Bowl desde 2010.
El costo original del proyecto fue de 650 millones de dólares, sin embargo, la cantidad final ascendió a más de 1150 millones de la misma moneda, convirtiéndolo en uno de los recintos deportivos más caros alguna vez construidos. Para ayudar a Jerry Jones dueño de los Cowboys en la recaudación del dinero necesario para la construcción, los ciudadanos de Arlington votaron a favor de la implementación de impuestos adicionales al consumo en pequeños porcentajes. El gobierno de Arlington aportó un total de 325 millones de dólares y la NFL un aproximado de 150 millones de dólares como parte de su política de apoyo a los equipos para financiar nuevos estadios.
Originalmente recibió el nombre de Dallas Cowboys Stadium pero en julio de 2013 pasó a llamarse AT&T Stadium. Muchos aficionados han comenzado a referirse al complejo deportivo como Jerry's World en referencia al dueño del equipo y algunos otros sugirieron que llevará el nombre del entrenador principal de la franquicia: Tom Landry.
Casi 1.200 residentes fueron desplazados debido a la construcción del estadio.

## Características técnicas

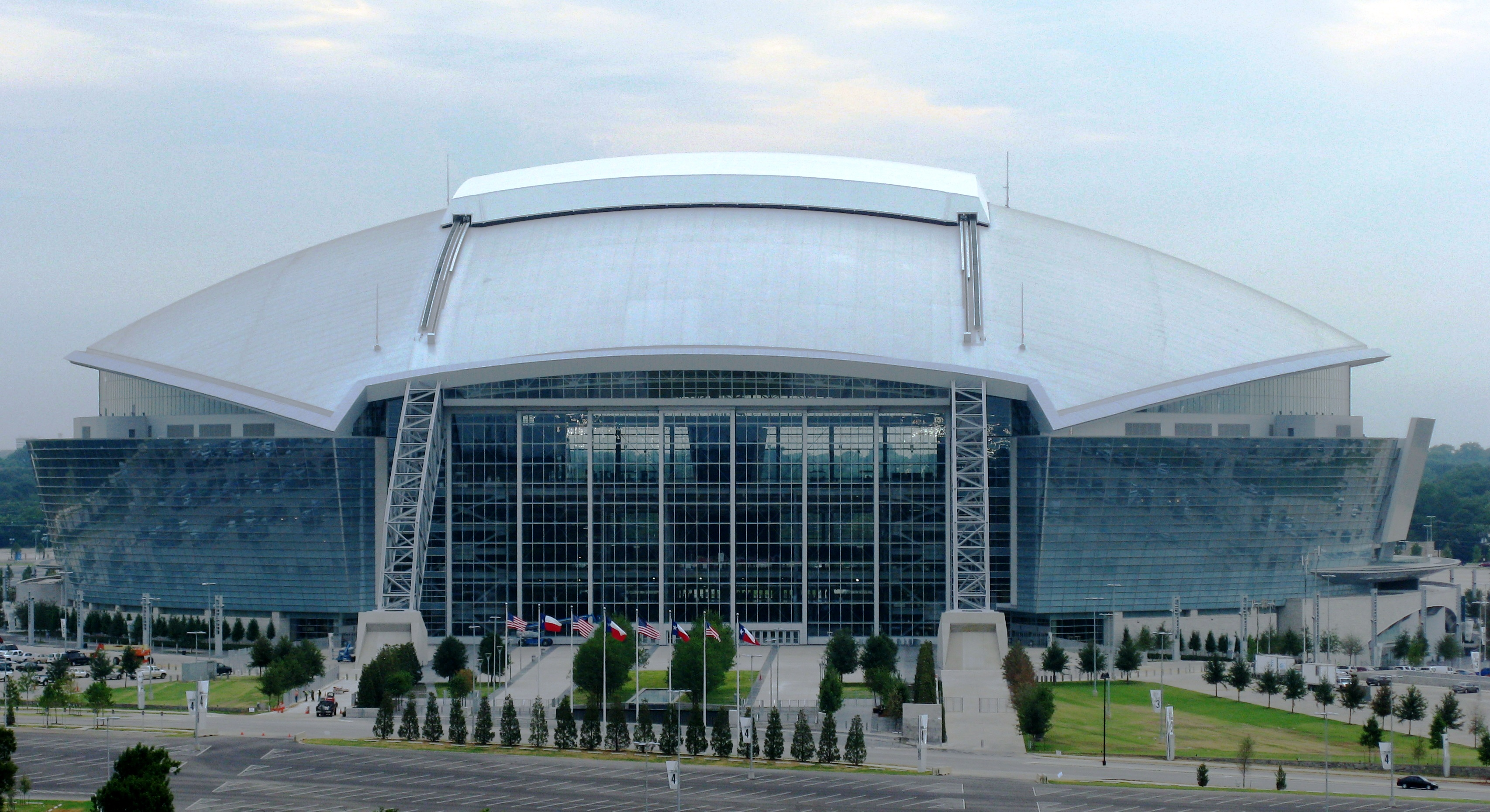

Un par de arcos de 91 metros de alto y anclados al suelo por ambos extremos del estadio atraviesan el domo completo de la estructura. El nuevo estadio posee también un techo retráctil capaz de abrir o cerrar en un aproximado de nueve minutos; puertas de cristal, aire acondicionado y una enorme pantalla doble de LCD de alta definición colgando por encima del campo de juego. Las pantallas de más de 1075 metros cuadrados son las más grandes del mundo en un recinto deportivo.

## Línea cronológica
- 1994 Jerry Jones anuncia los planes de renovar el Texas Stadium expandiendo su capacidad de asientos así como la implementación de un techo retráctil y aire acondicionado que le permitan al estadio recibir un Super Bowl así como otro tipo de eventos.

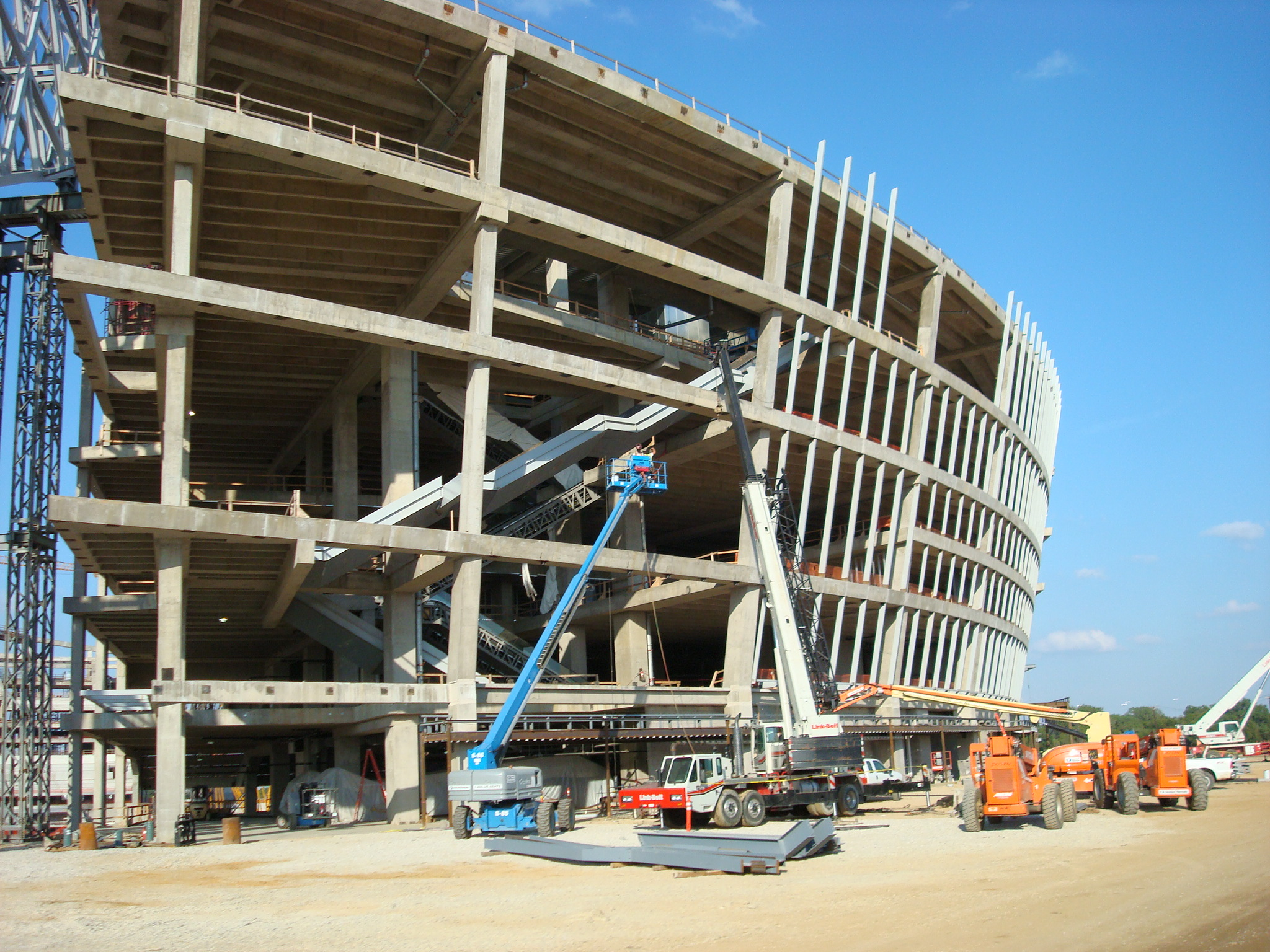
El AT&T Stadium en septiembre de 2007

- 1997 - 2000 Comienzan las negociaciones entre los Cowboys y la ciudad de Arlington para que el nuevo estadio se construya en el área. A su vez el equipo negocia en Irving la renovación del Texas Stadium.

- 2001 Jones anuncia que las negociaciones con Arlington están avanzadas para construir el nuevo estadio con valor de 650 millones de dólares.

- 2004 Los votantes de Arlington aprueban nuevos impuestos que ayuden a recaudar los fondos necesarios para la construcción del nuevo estadio

- 2005 Los Cowboys y Arlington determinan la ubicación del terreno de construcción mientras la ciudad de Arlington comienza las negociaciones con los dueños de los terrenos para su compra. Jerry Jones contrata a la firma de arquitectos HKS para hacerse cargo del diseño del estadio.

- Abril de 2006 Comienzan las excavaciones.

- Diciembre de 2006 La estructura del estadio comienza tomar forma.

- Febrero de 2007 Se inician los trabajos de albañilería.

- Octubre de 2007 Se termina el primer arco metálico.

- Febrero de 2008 El segundo arco es completado.

- Junio de 2008 Jerry Jones hace el pedido de las pantallas de LCD.

- Julio de 2008 Se rehace el estadio.

## El comienzo de la nueva experiencia
- 13 de mayo de 2009 Jerry Jones anuncia que el nombre del nuevo estadio será Cowboys Stadium.

- 27 de mayo de 2009 El estadio está completo y se abre por primera vez al público.

- 6 de junio de 2009 La estrella de música country George Strait protagoniza el primer evento oficial del nuevo estadio.

- 20 de junio de 2009 El grupo juvenil Jonas Brothers tocan en el Cowboys Stadium.

- 19 de julio de 2009 Dos juegos por los cuartos de final de la Copa de Oro de la Concacaf 2009 se convierten en el primer evento deportivo realizado en las instalaciones. En el primer encuentro disputado, el jugador de Costa Rica, Celso Borges convierte la primera anotación en el Cowboys Stadium. El segundo juego de la tarde entre México y Haití registra el primer lleno del Cowboys Stadium, fijando además un récord para un partido de fútbol en el estado de Texas.

- 26 de julio de 2009 El equipo inglés Chelsea y el mexicano América disputan un partido correspondiente a la última jornada del World Football Challenge.

- 19 de agosto de 2009 El ex-beatle Paul McCartney ofrece un concierto en el estadio durante su gira Summer Live.

- 21 de agosto de 2009 Los Cowboys utilizan por primera vez el estadio y derrotan a los Tennessee Titans por 30-10 en la fecha dos de la pretemporada 2009.

- 14 de febrero de 2010 Se celebra el All-Star Game de la NBA donde se establece el récord mundial de asistencia para un partido de baloncesto con más de 108 000 espectadores.

- 6 de febrero de 2011 Se celebra el primer Super Bowl en el Cowboys Stadium, donde los Packers de Green Bay derrotan a los Steelers de Pittsburgh por 31-25.

- 5 de junio de 2011 Se inaugura la Copa de Oro de la Concacaf 2011 con Dos partidos del Grupo A entre Costa Rica y Cuba golearon los primeros por 5 a 0, y más tarde México también golearía a El Salvador por 5 a 0.

- 3 de junio de 2012 Se juega el primer amistoso entre México y Brasil ganando los mexicanos por 2 a 0.

- 24 de julio de 2013 Se disputa las semifinales de la Copa de Oro de la Concacaf 2013 entre Estados Unidos y Honduras ganaron los norteamericanos por 3 a 1 y Panamá le ganó a México por 2 a 1, Es el primer partido del seleccionado estadounidense en este estadio ya que en 1991 jugó su única vez un amistoso contra Costa Rica en el viejo estadio de Texas de Irving.

- 25 de julio de 2013 El estadio de los Vaqueros de Dallas, la arena deportiva considerada como la más moderna del mundo, es bautizada como el "AT&T Stadium".[2]

- 7 de abril de 2014 Se disputa el campeonato nacional de baloncesto masculino colegial Final Four de la NCAA.

- 12 de enero de 2015 Se disputa el primer campeonato nacional de fútbol americano colegial College Football Playoff, entre las universidades de Oregón y Estatal de Ohio.

- 3 de abril de 2016 WrestleMania 32, PPV de lucha libre producido por WWE, se llevó a cabo en el estadio.

- 3 de agosto de 2016 Concierto de la banda Guns n' Roses con su gira "Not in This Lifetime... Tour" marcada por el regreso de los miembros clásicos Slash y Duff McKagan por primera vez, desde el Use Your Illusion Tour en 1993.

- 31 de julio de 2018 el AT&T Stadium fue sede de la International Champions Cup 2018 con el partido amistoso entre el Fútbol Club Barcelona y el AS Roma con una asistencia total de 54 726 personas.

- 6 de octubre de 2018 Concierto de Taylor Swift como parte de su Taylor Swift's Reputation Stadium Tour. Fue el último concierto de la gira con una asistencia total de 105 002 personas. Netflix grabó el evento para su plataforma.

## Partidos de fútbol
| Fecha                   | Competición                                   | Equipo         |                           | Resultado |                                | Equipo         | Espectadores |
| ----------------------- | --------------------------------------------- | -------------- | ------------------------- | --------- | ------------------------------ | -------------- | ------------ |
| 19 de julio de 2009     | Copa de Oro de la Concacaf 2009, Segunda fase | Costa Rica     | Bandera de Costa Rica     | 5:1       | Bandera de Guadalupe (Francia) | Guadalupe      | 85 000       |
| 19 de julio de 2009     | Copa de Oro de la Concacaf 2009, Segunda fase | México         | Bandera de México         | 4:0       | Bandera de Haití               | Haití          | 85 000       |
| 26 de julio de 2009     | World Football Challenge 2009                 | Club América   | Bandera de México         | 0:2       | Bandera de Inglaterra          | Chelsea FC     | 57 229       |
| 17 de julio de 2010     | Amistoso                                      | Club América   | Bandera de México         | 0:3       | Bandera de México              | San Luis FC    | 57 229       |
| 5 de junio de 2011      | Copa de Oro de la Concacaf 2011, Grupo A      | Costa Rica     | Bandera de Costa Rica     | 5:0       | Bandera de Cuba                | Cuba           | 80 108       |
| 5 de junio de 2011      | Copa de Oro de la Concacaf 2011, Grupo A      | México         | Bandera de México         | 5:0       | Bandera de El Salvador         | El Salvador    | 80 108       |
| 6 de agosto de 2011     | World Football Challenge 2011                 | Club América   | Bandera de México         | 0:2       | Bandera de España              | FC Barcelona   | 60 087       |
| 3 de junio de 2012      | Amistoso                                      | México         | Bandera de México         | 2:0       | Bandera de Brasil              | Brasil         | 84 519       |
| 24 de julio de 2013     | Copa de Oro de la Concacaf 2013, Semifinales  | Estados Unidos | Bandera de Estados Unidos | 3:1       | Bandera de Honduras            | Honduras       | 81 410       |
| 24 de julio de 2013     | Copa de Oro de la Concacaf 2013, Semifinales  | México         | Bandera de México         | 1:2       | Bandera de Panamá              | Panamá         | 81 410       |
| 31 de mayo de 2014      | Amistoso                                      | México         | Bandera de México         | 3:1       | Bandera de Ecuador             | Ecuador        | 84 876       |
| 8 de septiembre de 2015 | Amistoso                                      | México         | Bandera de México         | 2:2       | Bandera de Argentina           | Argentina      | 82 559       |
| 22 de julio de 2017     | Copa de Oro de la Concacaf 2017, Semifinales  | Costa Rica     | Bandera de Costa Rica     | 0:2       | Bandera de Estados Unidos      | Estados Unidos | 45 516       |
| 27 de marzo de 2018     | Amistoso                                      | México         | Bandera de México         | 0:1       | Bandera de Croacia             | Croacia        | 68 917       |
| 31 de julio de 2018     | International Champions Cup 2018              | FC Barcelona   | Bandera de España         | 2:4       | Bandera de Italia              | AS Roma        | 54 726       |

### Copa América 2024
| Fecha               | Fase                     | Equipo         |                           | Resultado    |                    | Equipo  | Espectadores |
| ------------------- | ------------------------ | -------------- | ------------------------- | ------------ | ------------------ | ------- | ------------ |
| 21 de junio de 2024 | Fase de grupos - Grupo A | Perú           | Bandera de Perú           | 0:0          | Bandera de Chile   | Chile   | 43 030       |
| 23 de junio de 2024 | Fase de grupos - Grupo C | Estados Unidos | Bandera de Estados Unidos | 2:0          | Bandera de Bolivia | Bolivia | 47 873       |
| 5 de julio de 2024  | Cuartos de final         | Venezuela      | Bandera de Venezuela      | 1:1 (3:4 p.) | Bandera de Canadá  | Canadá  | 51 080       |

### Copa de Oro de la Concacaf 2025
| Fecha               | Fase                     | Equipo     |                       | Resultado |                                    | Equipo               | Espectadores |
| ------------------- | ------------------------ | ---------- | --------------------- | --------- | ---------------------------------- | -------------------- | ------------ |
| 18 de junio de 2025 | Fase de grupos - Grupo C | Costa Rica | Bandera de Costa Rica | 2:1       | Bandera de la República Dominicana | República Dominicana | 34 015       |
| 18 de junio de 2025 | Fase de grupos - Grupo C | Surinam    | Bandera de Surinam    | 0:2       | Bandera de México                  | México               | 34 015       |